# Pikieren

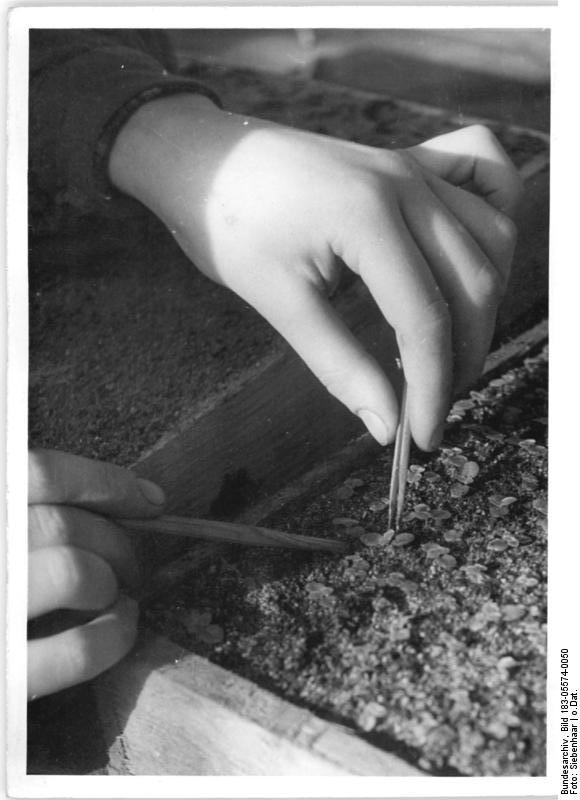
Pikieren von Gloxinien (Sinningia)

Pikieren (von französisch piquer „stechen“) bezeichnet ursprünglich beim Militär das Stechen mit einem Spieß (der Pike) durch den Pikenier. Im heutigen Sprachgebrauch wird der Begriff vor allem im Gartenbau und bei Lebensmitteln verwendet.
- Im Gartenbau bedeutet Pikieren das Verpflanzen von zu dicht stehenden Sämlingen auf größere Abstände (Vereinzeln).
- Bei der Käseherstellung wird durch Pikieren dem Schimmelkäse Sauerstoff zugeführt, um das Wachstum von Schimmelpilzen zu fördern.
- Im Küchenjargon bezeichnet Pikieren einen Vorgang, bei dem Stoffe eingebracht werden, oder aber einfaches „Löchern“.

## Gartenbau

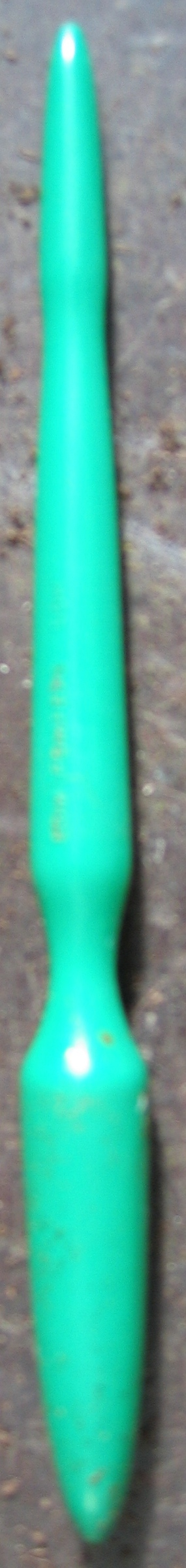
Pikierstab aus Kunststoff

### Zweck des Pikierens
Das Pikieren verschafft den heranwachsenden Pflanzen mehr Platz. Man versetzt sie, sobald sich nach den ersten Keimblättern die ersten richtigen Blattpaare zeigen. Das Herausnehmen aus dem Substrat (Erde) führt zu Wurzelverletzungen, welche die Pflanze zu verstärktem Wurzelwachstum anregt. Durch den Einsatz von hochwertigem pilliertem Saatgut und Einzelkornsaat wird in großen Gärtnereien auf das zeitaufwendige Pikieren verzichtet.
Zum Pikieren verwendet man meistens einen runden Stab, der spitz zuläuft, den Pikierstab. Die meisten Pikierstäbe bestehen aus Plastik, Holz (Pikierholz) oder Metall und sind etwa 18 Zentimeter lang. Handelsübliche Schaschlikstäbchen aus Holz stehen jedoch den professionellen Pikierstäben in nichts nach und sind in ihrer Beschaffung in der Regel einfacher.

### Vereinzeln
Zuerst werden die Pflanzen voneinander getrennt. Dazu kann man den Pikierstab benutzen. Man hebt an einer Ecke die ineinander verwurzelten Pflanzen an und nimmt sie am Stück aus dem Anzuchtbehälter. Um Schäden durch Welken zu vermeiden, werden die Sämlinge nur in kleinen Portionen gelöst. Die einzelnen Pflanzen werden getrennt, kränkliche oder solche mit faulen Stellen aussortiert. Die Wurzeln der gesunden Pflanzen werden gekürzt und dem Pflanzloch angepasst.

### Einpikieren
Mit dem dicken Ende des Pikierstabs wird ein Loch in die feinkrümelige Erde des neuen Pflanzenbehälters gedrückt und die Pflanze in das Loch gesetzt, wobei der Wurzelansatz unter der Erde liegen soll. Die Wurzel wird senkrecht in das vorgesteckte Loch gesetzt. Eine umgebogene Wurzel, deren Ende zur Seite oder nach oben zeigt, führt zur unerwünschten Wachstumsstockung. Bei zu langen Wurzeln ist es darum vorteilhafter, die Wurzeln etwas einzukürzen. Danach wird mit dem dünnen Ende des Pikierstabs das Loch um die Pflanze vorsichtig geschlossen und die Erde von der Seite angedrückt. Der Abstand der Pflanzen zueinander ist abhängig von der Art. Drei bis fünf Zentimeter betragen die Mindestabstände bei einjährigen und zweijährigen Gartenpflanzen. Am Ende wird gegossen.

### Bilderreihe

Pikieren von Tomatensämlingen
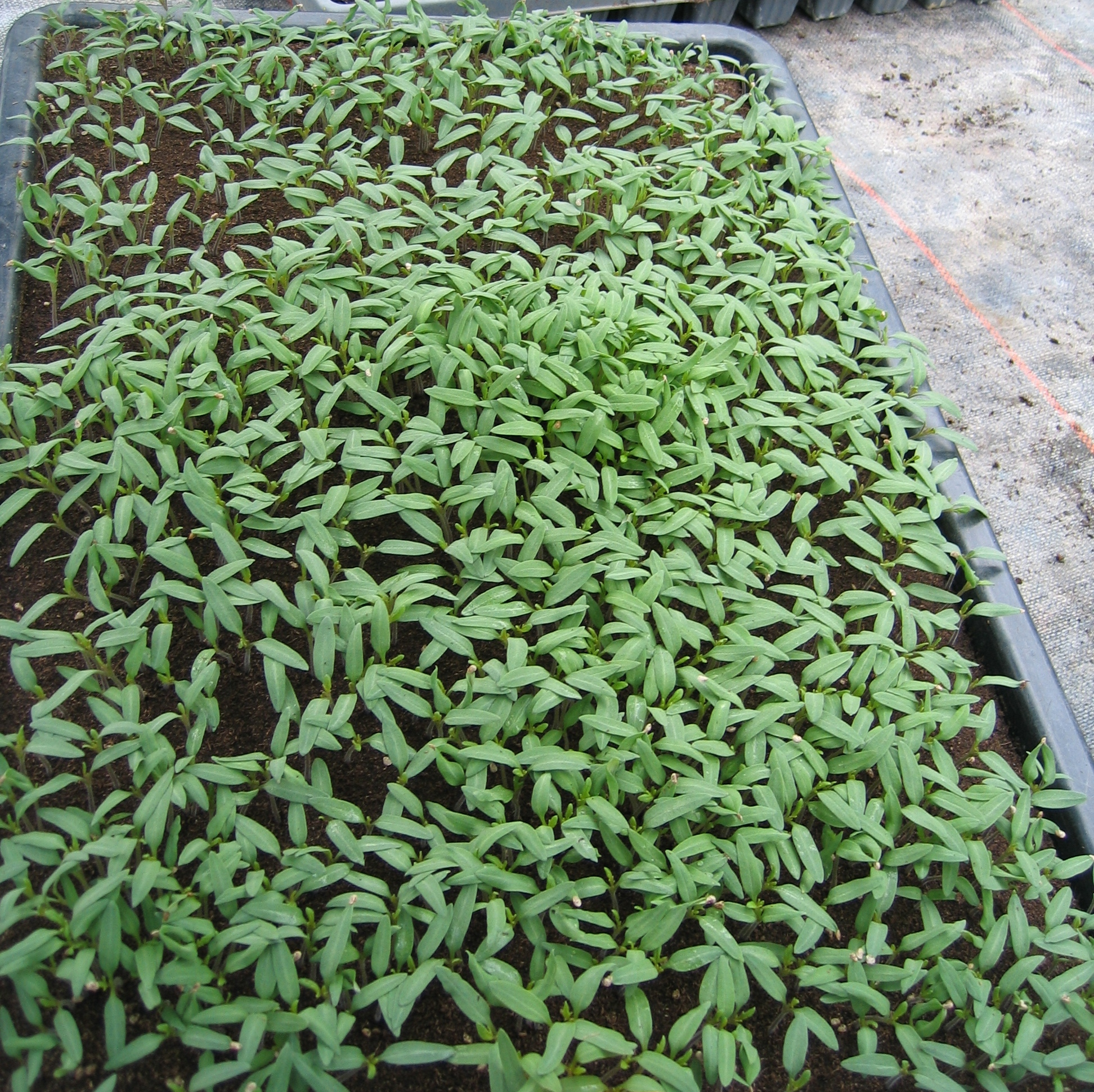
Tomatensämlinge in einer Schale aufgezogen, kurz vor dem Vereinzeln
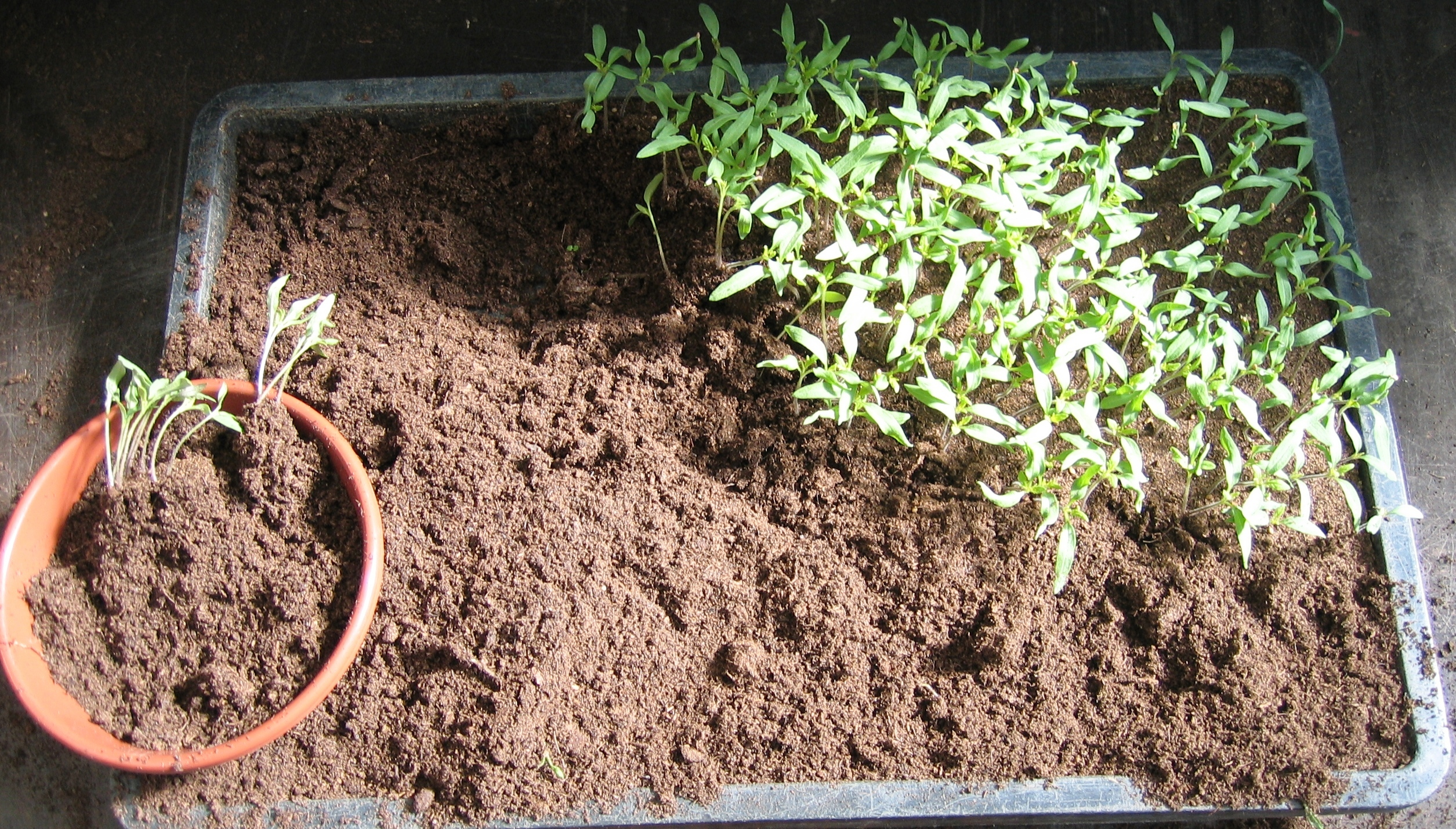
Mit dem Pikierstab wird die Erde aufgelockert, um die Sämlinge herausnehmen zu können
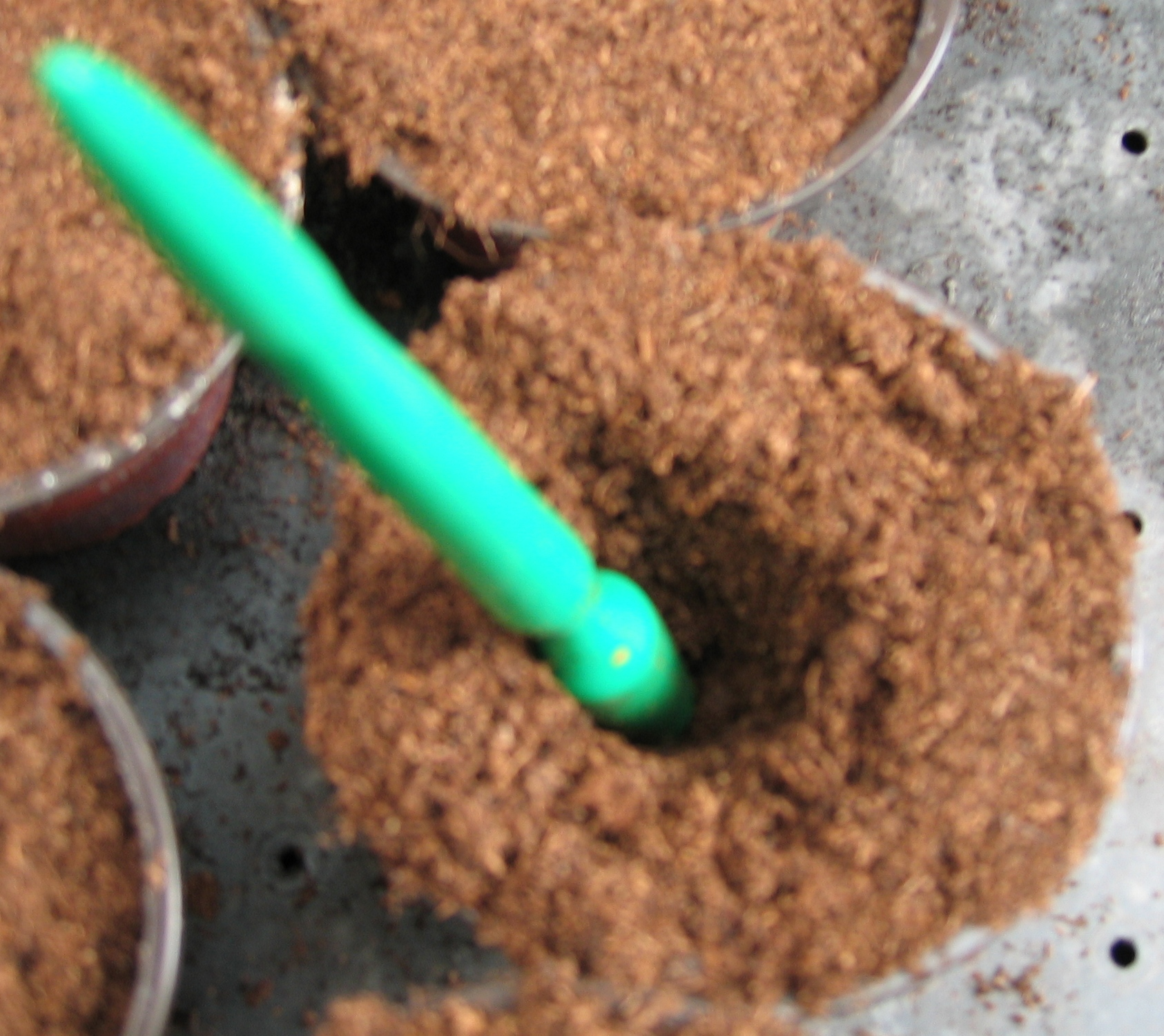
In vorbereitete Töpfe mit feiner Erde werden mit dem Pikierstab Löcher gestochen
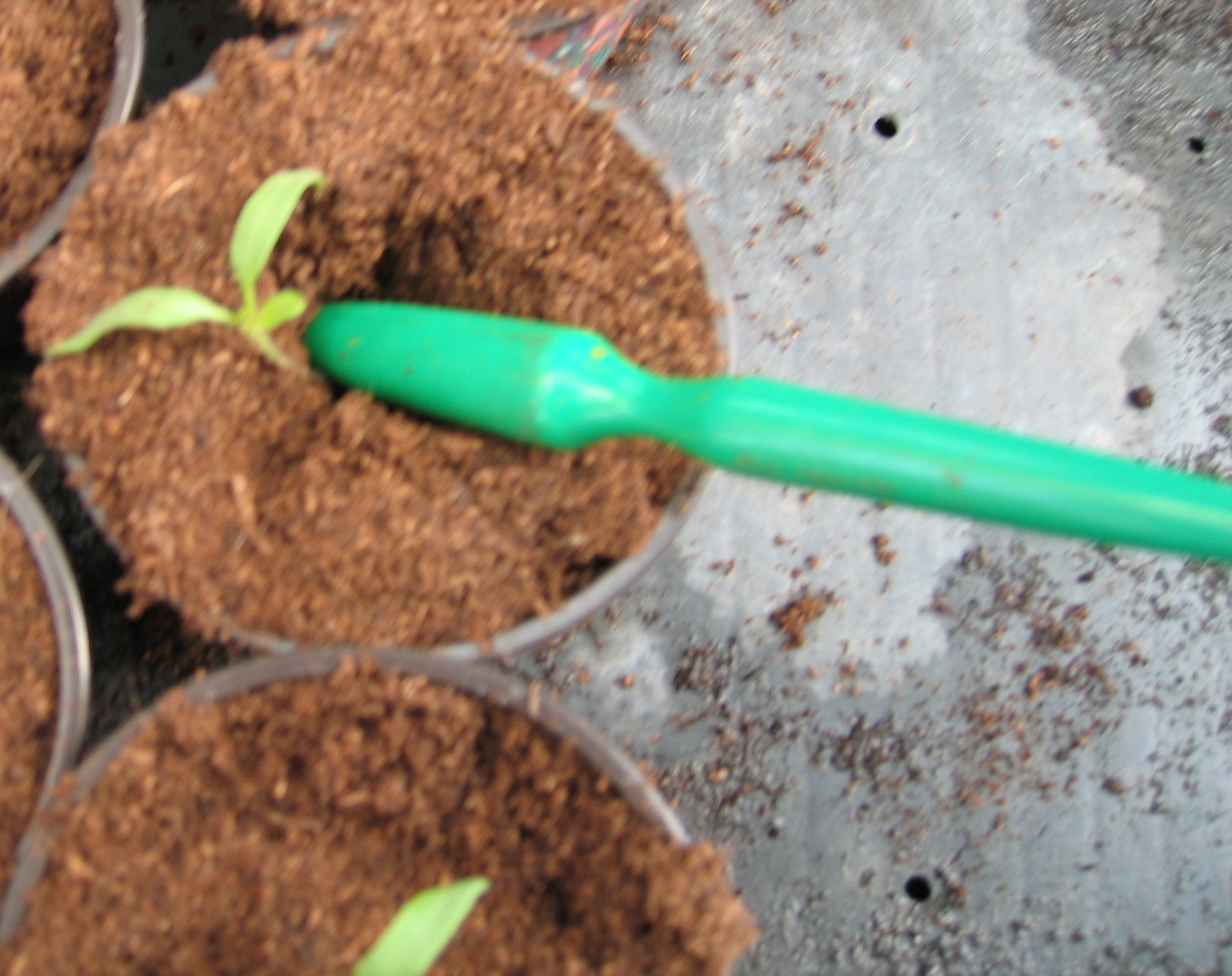
Einpikieren mit dem Pikierstab – der Wurzelansatz soll unter der Erde liegen
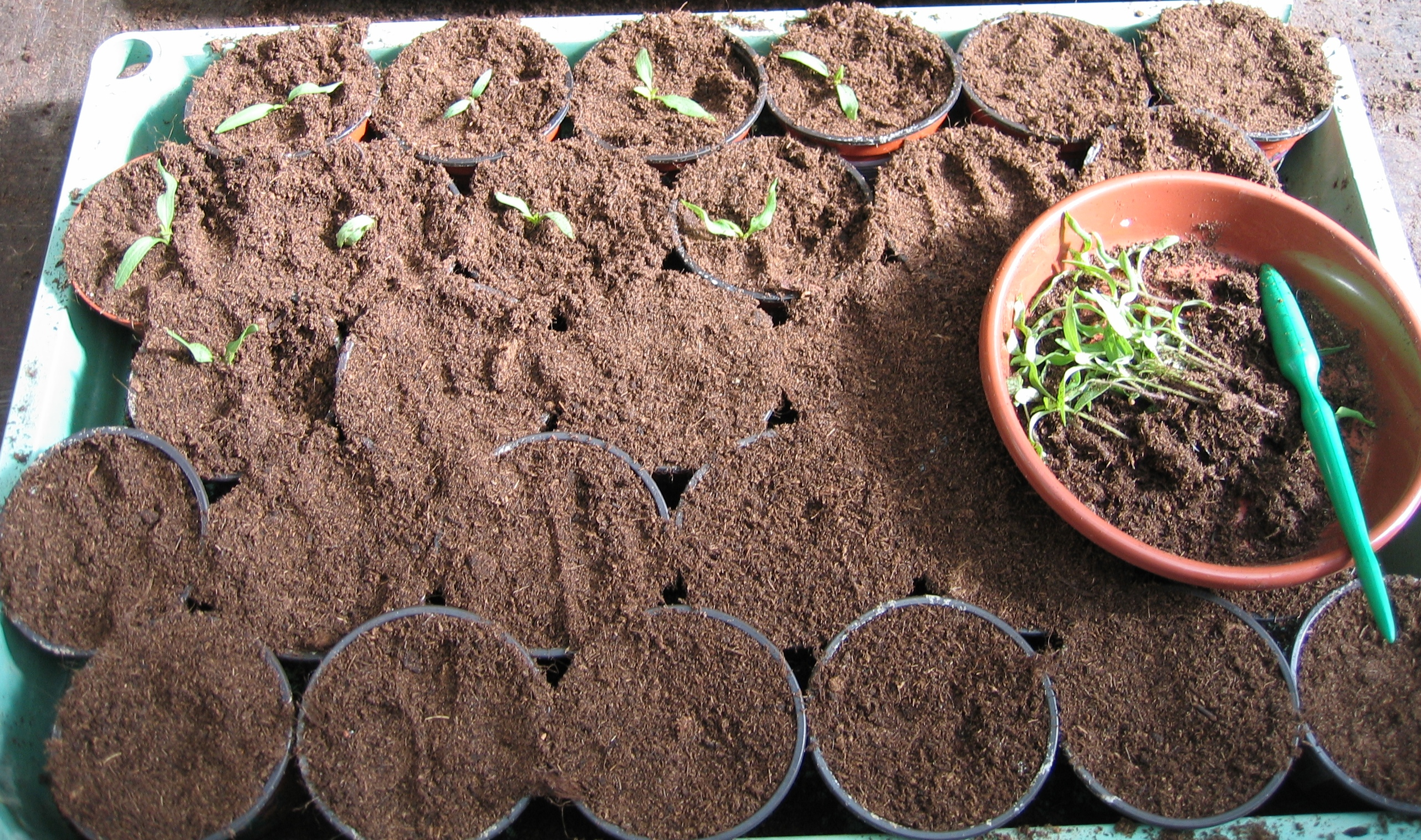
Einpikierte Sämlinge nach der ersten Wachstumsphase
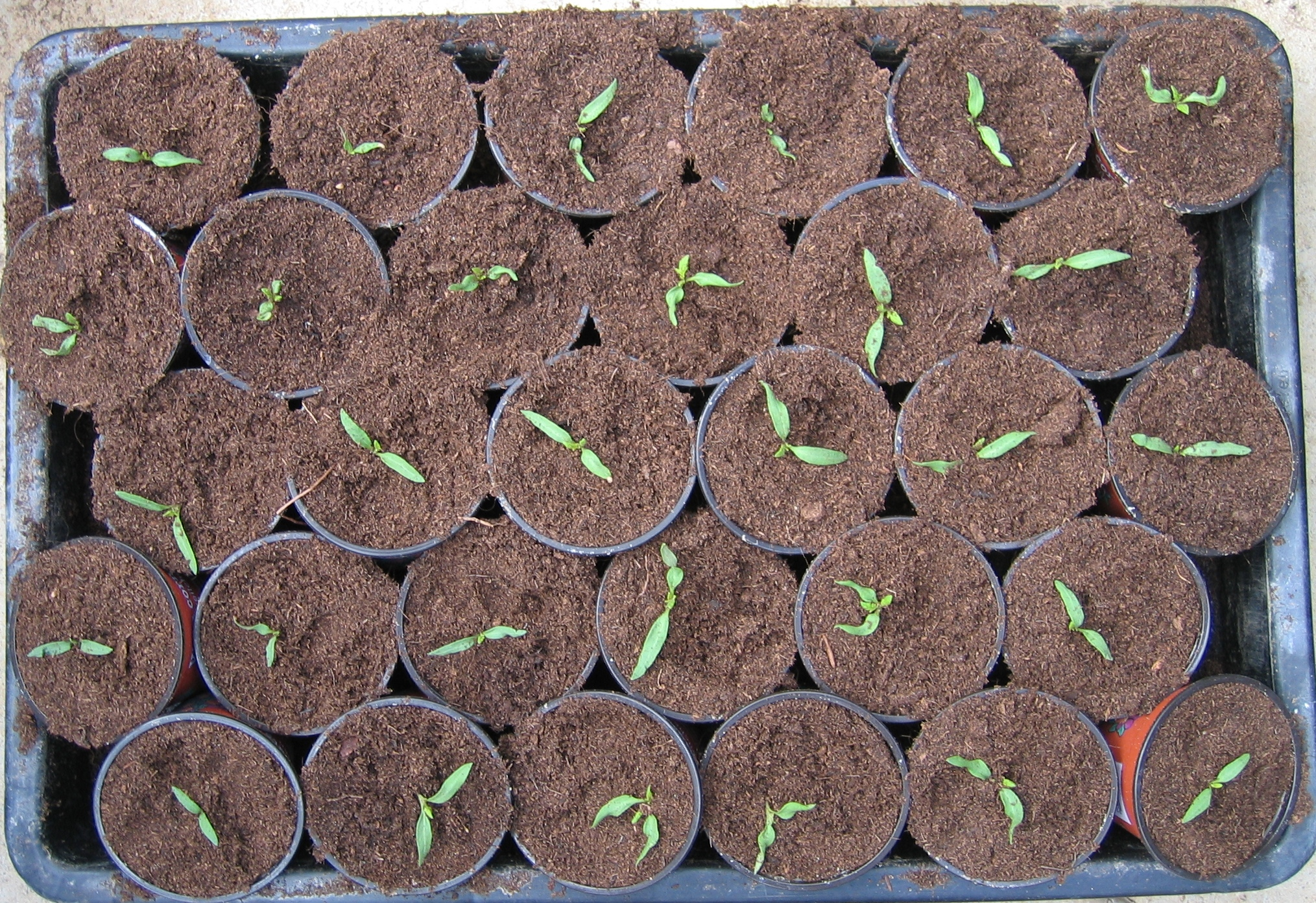
Die einpikierten Sämlinge werden nun weiter aufgezogen

## Lebensmittel

### Käseherstellung

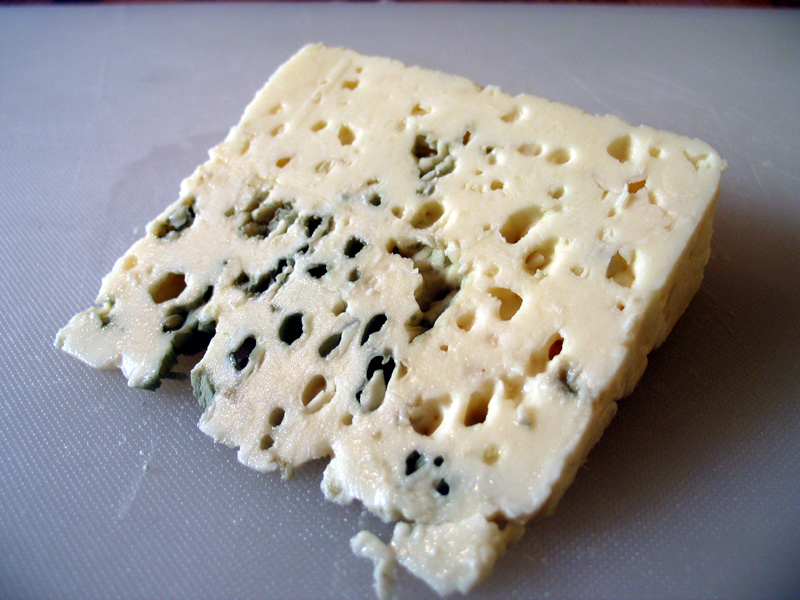
Eine Roquefort-Scheibe, Nahansicht

Um die Bildung von Schimmel zu fördern, werden bestimmte Käsearten während des Reifeprozesses mit breiten Nadeln pikiert, also gestochen, damit durch die entstandenen Nadelkanäle Sauerstoff in den Käse dringen kann. Von den 130.000 Pilzarten sind nur wenige milchwirtschaftlich nutzbar und somit für die Herstellung von Käse als Reifungsorganismen geeignet. Von schädlichen Kulturen unterscheidet diese milchwirtschaftlich genutzten Pilzarten die Tatsache, dass sie dem Käse lediglich ihre spezifischen Aromen verleihen, jedoch für den menschlichen Organismus völlig harmlos sind. Sie zählen daher zu den Edelpilzen und werden als besonders wertvoll eingestuft.
Insbesondere die Gruppe der Grün- und Blauschimmelkäse gilt als edelste Kultur. Sie wurde auch stets von den Herkunftsländern als königliche Klasse dargestellt. Beispiele sind Englands Blue Stilton oder Frankreichs Roquefort. Die Edelschimmelkultur wird zumeist als Penicillium bezeichnet. In der modernen Käseherstellung wird diese in flüssiger Form zugefügt. Die Pilzbildung wird dann durch das Pikieren gefördert und beschleunigt.
Ursprünglich wurde der Schimmel in speziellem Brot kultiviert, das man getrocknet, pulverisiert und dem Bruch beigemengt hat.

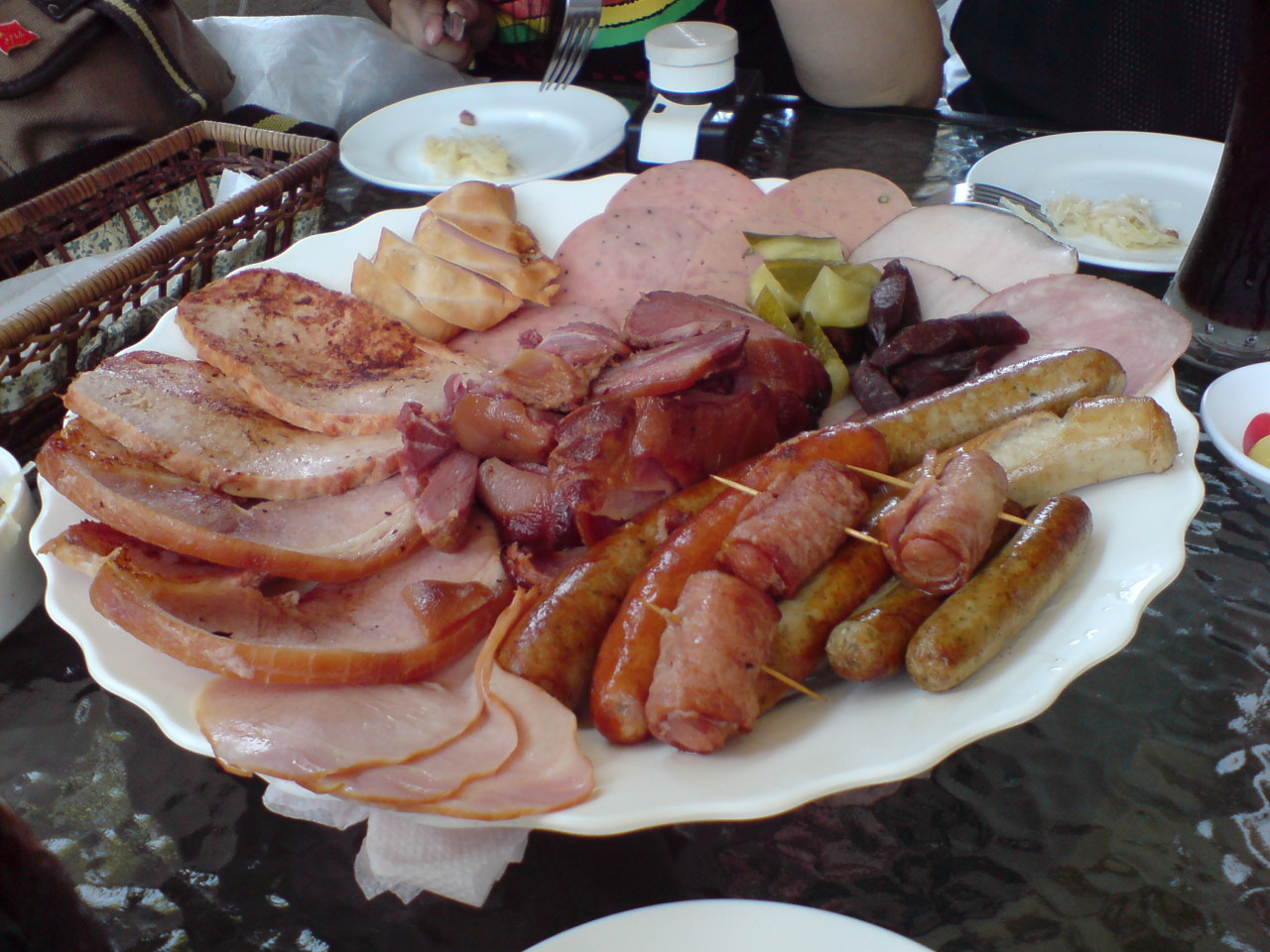
Diverse Pökelwaren

### Pikieren von Fleisch
Beim Pikieren werden würzende Flüssigkeiten (Marinaden oder Pökellake) mit einer Pökelspritze oder Lakespritze in große Fleischstücke eingebracht, damit diese gleichmäßig auch von innen mariniert werden.
Beim Pökeln ist das schnellere, gleichmäßigere Schnellpökeln und der geringere Gewichtsverlust (im Vergleich zum Trockenpökeln) von Vorteil.

### Pikieren von Teigen
Mit einer Gabel, Spicknadel oder Pikiernadeln wird der Teig gleichmäßig eingestochen. Das Einstechen bewirkt gleichmäßigeres Backen und ergibt einen lockeren Boden, da mehr Luft in den Teig eingebacken werden kann.

## Schneiderei
Siehe Hauptartikel Pikieren (Schneiderei)
Beim Schneidern heißt pikieren, mit einer Naht einen festeren Stoff nur von der Rückseite her bogenförmig anzustechen, um die Naht vorne unsichtbar bleiben zu lassen.

## Redensart „pikiert sein“
Die Redensart „pikiert sein“ kann auf der Technik des Pikierens beruhen. Ursprung ist das französische Verb piquer, das mit „stechen“, aber auch mit „ärgern“ oder „reizen“ übersetzt werden kann.
Ein pikierter Mensch fühlt sich beleidigt, verärgert, vernachlässigt oder in anderer Weise nicht ausreichend mit Wertschätzung bedacht und zieht sich zurück, zeigt dies äußerlich und will damit erreichen, dass man sich bei ihm entschuldigt oder auf andere Weise zuwendet. Insofern dieser Anspruch unberechtigt ist, unterstellen ihm die anderen wiederum das „Pikiertsein“ (siehe auch beleidigte Leberwurst).